# Hucín
Hucín (in ungherese Gice, in tedesco Hutzendorf) è un comune della Slovacchia facente parte del distretto di Revúca, nella regione di Banská Bystrica.